# Tagalié
Tagalié o tagalia és una salsa tradicional de la gastronomia txadiana i de la sudanesa feta a partir de carn seca (anomenada xarmut) i de gombo també sec. Es pot menjar amb una galeta (kissar) o amb pa.